# إيكيغاي
الإيكيغاي (باليابانية 生き甲斐 ) هو مفهوم ياباني يعني تحديد الهدف من الحياة ومعرفة سبب وجودك ومهمتك التي يجب أن تؤديها لتعيش حياة مليئة بالمعنى والسعادة.
وكلمة (إيكيغاي) ليس لها معادل دقيق في اللغة العربية ولكن معناها في الثقافة اليابانية هو مصدر القيمة والمعنى من حياة الإنسان أو الأمر الذي يجعلها حياة جديرة بالعيش. ومن معاني كلمة الإيكيغاي أيضًا «السبب الذي تعيش من أجله» أو «السبب الذي تستيقظ لأجله في الصباح.» وهو مفهوم يختلف تطبيقه من شخص لآخر، حيث أنه لكي يتم تحقيق هذه الحالة من الرضا، لا بد أن يسلك كل شخص طريقاً مختلفًا يتناسب مع قيمه ومعتقداته وظروف حياته. ولكي يحقق الإنسان هدف حياته أو «الإيكيغاي الخاص به»، يجب أن يعبر عن ذاته الداخلية بصدق وأمانة، كما عليه أن يعبر عن رغبته الحقيقية في الحياة من دون خوف أو تردد لكي يشعر بالراحة التامة. وعادةً ما تكون الأنشطة التي تصل بالفرد إلى الإيكيغاي الخاص به عفوية الطابع، حيث أنها لا تفرض على الإنسان إنما يقوم بها الإنسان عن طيب خاطر فهي امتداد طبيعي لذاته.

## نظرة عامة
إن كلمة الإيكيغاي (باليابانية: 生 き 甲 斐) تتكون من كلمتين هما: (iki (生き) وتعني "الحياة، وكلمة كاي (甲斐 kai) وتعني (تأثير؛ نتيجة؛ فاكهة؛ قيمة؛ استخدام؛ فائدة) وعندما تجمع يصبح معناها "هدفك في الحياة" أو "سبب العيش ".

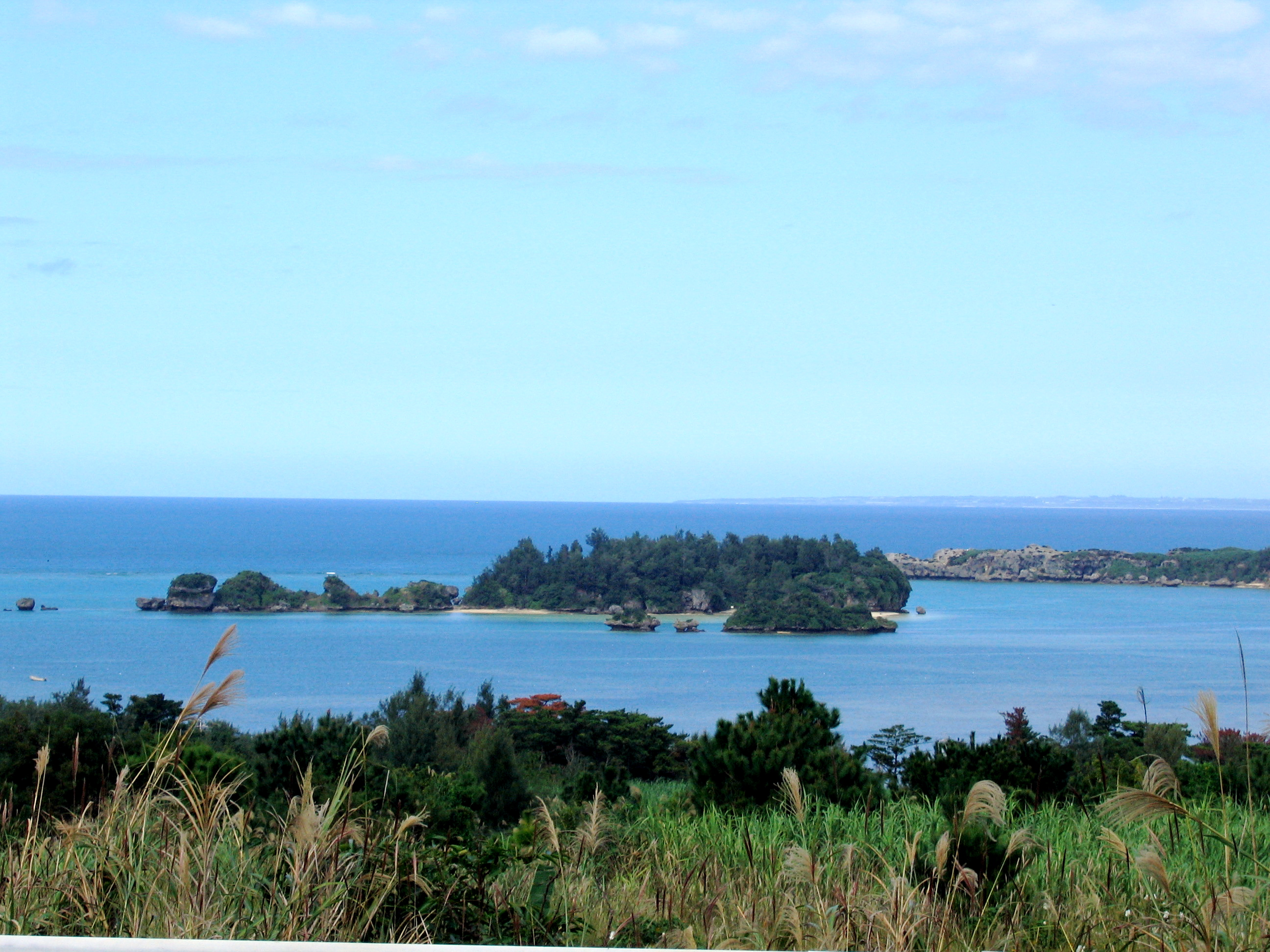
قرية أونّا في أوكيناوا.

في ثقافة أوكيناوا، يُنظر إلى الإيكيغاي على أنه «سبب للاستيقاظ في الصباح»؛ وهو سر السعادة في الحياة بالنسبة لليابانيين. أقترح مراسل قناة ناشيونال جيوغرافيك دان بويتنير (بالإنجليزية: Dan Buettner) أن الإيكيغاي هي أحد أهم الأسباب التي تجعل الناس في منطقة أوكيناوا اليابانية يعيشون حياة طويلة.
لقد درس دان بويتنير خمس مناطق ذات متوسط عمري مرتفع كانت إحداها مدينة أوكيناوا اليابانية. لقد ذكر دان في كتابه أن اليابانيين هنالك ليس لديهم رغبة في التقاعد، فالناس هناك يواصلون القيام بأعمالهم المفضلة لأطول فترة ممكنة إذا كانت صحتهم جيدة. بالإضافة لهذا السبب، يعتبر المفهوم الياباني المواي (بالإنكليزية: Moai) أو «الأصدقاء المقربون» سبباً آخر لطول عمر السكان وصحتهم النفسية الطويلة.
تستخدم كلمة الإيكيغاي أيضاً للإشارة إلى الظروف العقلية والروحية التي يشعر الأفراد خلالها بأن حياتهم ذات قيمة، حيث أنه لا ترتبط هذه الحالة بالوضع المادي للشخص بالضرورة. ففي المقال المسمى الإيكيغاي: عملية السماح للذات بأن تزدهر Ikigai — jibun no kanosei, kaikasaseru katei ( يقول كوباياشي تسوكاسا
«لا يمكن للناس أن يشعروا بالإيكيغاي الحقيقي إلا بعد تحقيق النضج العقلي والرضا عن الذات وبعد حصولهم على الحب والسعادة وبعد تحقيق علاقات وطيدة مع الآخرين وشعورهم بقيمة الحياة بالرضا عن الحياة...عندها فقط يمكنهم تحقيق ذاتهم والوصول إلى الإيكيغاي الخاص بهم». 

## عناصر الإيكيغاي الأربعة

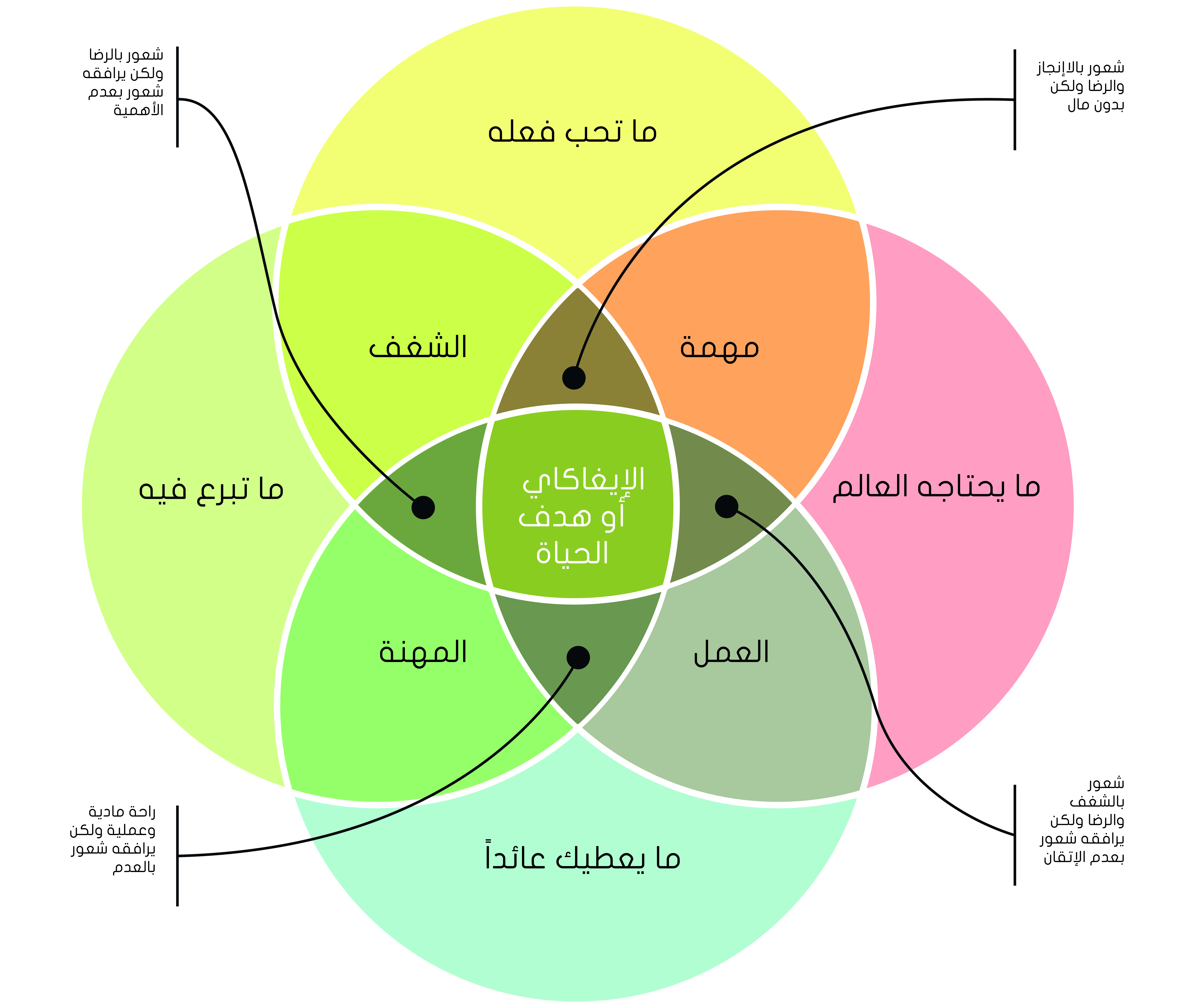

التقاطع بين العناصر الأربعة التالية يمكن أن يساعد في تحديد الإيكيغاي أو سبب الوجود:
1. أن يمارس الشخص عملًا يحبه ويستمتع به.
2. أن يكون عمله ذا قيمة وفائدة يحتاجها المجتمع والعالم.
3. أن يكون لعمله مردود مادي أو معنوي يشعره بالرضا عن النفس.
4. أن يكون موهوبًا ومحترفًا في عمله.[7]

## طريقة العثور على إيكيغاي
هناك مجموعة أسئلة ذكرها المختصون يمكن يطرحها الشخص الباحث عن الإيكيغاي على نفسه ويمكن أن تساعده على العثور على إيكيغاي، منها:
- ما هي الأعمال التي كان يحبها في فترة الطفولة ؟
- إذا كان عنده ما يكفي من المال ولم يعد يحتاج إليه فما الذي يحب القيام به ؟
- ما الممارسات التي يقوم بها بحيث يستغرق فيها ولا يشعر بمضي الوقت ؟
- لو كان لديه 6 أشهر فقط متبقية من عمره فماذا يحب أن يمارس فيها ؟
- ما هو أفضل عمل يحب أن يقضي وقت فراغه فيه ؟.[8]

## الإيكيغاي والصحة
لوحظت آثار إيجابية للإيكيغاي على الصحة النفسية وهناك تأثير محتمل للشعور بالإيكيغاي على عمل الفص الجبهي من الدماغ. لقد ثبت إحصائياً أن شعور الإنسان بالإيكيغاي يتزامن مع انخفاض مستوى التوتر ويرافقه شعور عام بصحة جيدة. أظهرت بعض الدراسات أن الأشخاص الذين لا يشعرون بالإيكيغاي هم أكثر عرضة للإصابة بأمراض القلب والأوعية الدموية، ومع ذلك، لم يتم العثور على أيّة علاقة بتطور الأورام الخبيثة.
كما أظهرت الدراسات بأن الشعور بالإيكيغاي يوازن إفراز الناقلات العصبية مثل الدوبامين والسيروتونين والإندورفين β. تُظهر أيضاً بعض الدراسات أن الإحساس بالهدف في الحياة / إيكيجاي يرتبط سلبًا بالحاجة إلى تقبّل الآخرين والقلق. كما وجدت الدراسات أيضاً أن الإيكيغاي يرتبط بطول العمر بين اليابانيين. فهناك مناطق معينة في اليابان مثل أوكيناوا وجد فيها عدد كبير من المعمرين ممن ينتشر بينهم مفهوم الإيكيغاي والشعور بالغاية من الحياة.

## تأثير ثقافة الإيكيغاي وجاذبيتها العالمية
انتشر مفهوم الإيكيغاي بشكل واسع في الثقافة الغربية وأصبح وسيلة لاكتشاف مهن ذات مغزى وقد عالجته الكثير من الكتب والدراسات وتمحورت حوله العديد من الدورات التدريبية.
وهكذا خرجت ثقافة الإيكيغاي من حدودها الأصلية وأصبحت جزءًا من النقاشات العالمية حول الحياة الهادفة والسعادة والرضا عن الذات.

## كتب حول الإيكيغاي

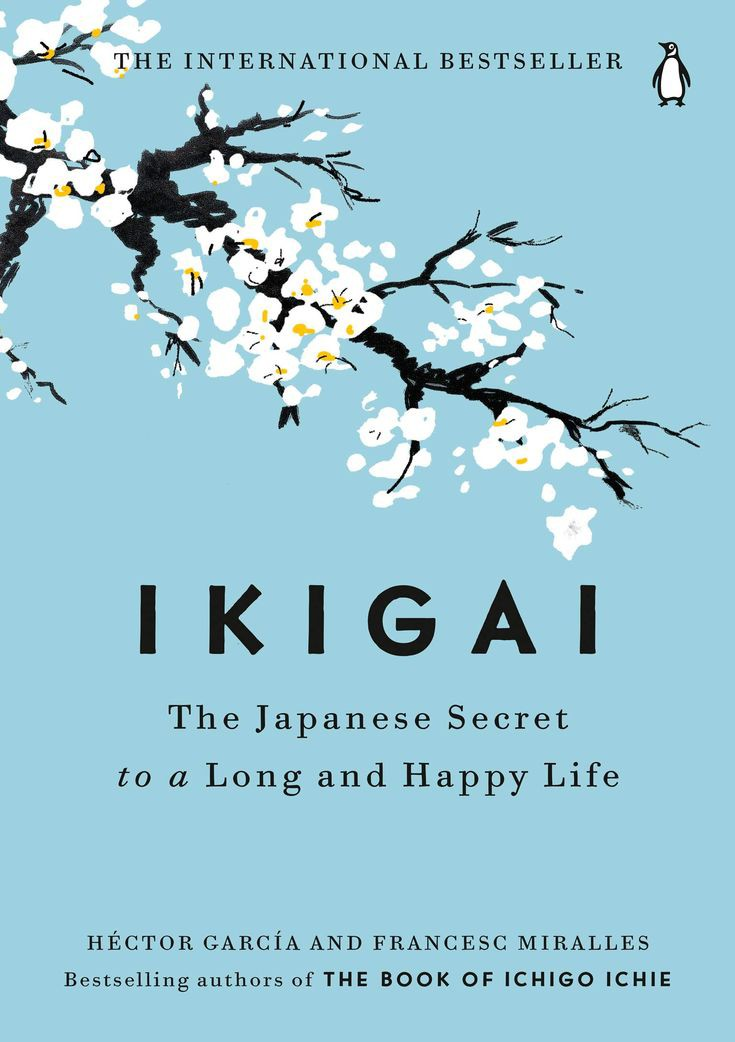
إيكيغاي. كتاب أمريكي مشهور حول ثقافة الإيكيغاي.

ألفت الكثير من الكتب عن الإيكيغاي وبلغات مختلفة وهذه أشهرها:
- عن الإيكيغاي  تأليف: ميكو كاميا. وهو أشهر وأبرز الكتب المؤلفة باليابانية حول الإيكيغاي وقد نشر لأول مرة عام 1966 مؤلفته طبيبة نفسية وقد استلهمت فكرة الكتاب حينما كانت تعالج مرضى الجذام نفسيًا وكانت تتسائل عن السبب الذي يجعل الكثير منهم يتمسك بالأمل والاستمرار رغم عمق الحزن والمعاناة التي يواجهونها. مما ألهمها كتابة هذا الكتاب حول معنى الحياة والعيش بهدف.[14]
- إيكيغاي: السر الياباني لحياة طويلة وسعيدة. تأليف: هيكتور غارسيا وفرانسيسك ميراليس. الكتاب باللغة الإنجليزية وقد نُشر عام 2016 وهو يشرح مفهوم إيكيغاي ويركز على أسلوب حياة سكان أوكيناوا المعروفين بطول أعمارهم. تُرجم الكتاب إلى عدة لغات مما ساهم في نشر ثقافة إيكيغاي عالميًا.[15]
- الإيكيغاي الصغير: الأسلوب الياباني المثالي لمعرفة هدفك في الحياة. تأليف: كين موغي.

## روابط خارجية
- «العوامل المرتبطة بـ» إيكيجاي «بين أعضاء وكالة التوظيف المؤقتة العامة لكبار السن (مركز الموارد البشرية الفضية) في اليابان؛ الفروق بين الجنسين» ، الصحة وجودة نتائج الحياة . 2006؛ 4:12 (تم استرجاعه في نوفمبر 2008).
- "Ikigai" ، اكتشف المزيد (تم استرجاعه في نوفمبر 2008).
- «Ikigai والوفاة» علم النفس اليوم . 17 سبتمبر 2008 (تم استرجاعه في يناير 2010).
- «دان بويتنر: كيف تعيش لتصبح 100+» يتحدث TED عن طول العمر الذي يفسر الكلمة في سياق Okinawan. يناير 2010.